# 帕本镇区
帕本镇区是緬甸克倫邦帕本縣下辖的一个鎮區。2014年人口35,085人，區域面積6,731平方公里。帕本為該鎮區首府。